# Ritabou
Ritabou ist ein osttimoresischer Suco im Verwaltungsamt Maliana (Gemeinde Bobonaro).

## Geographie

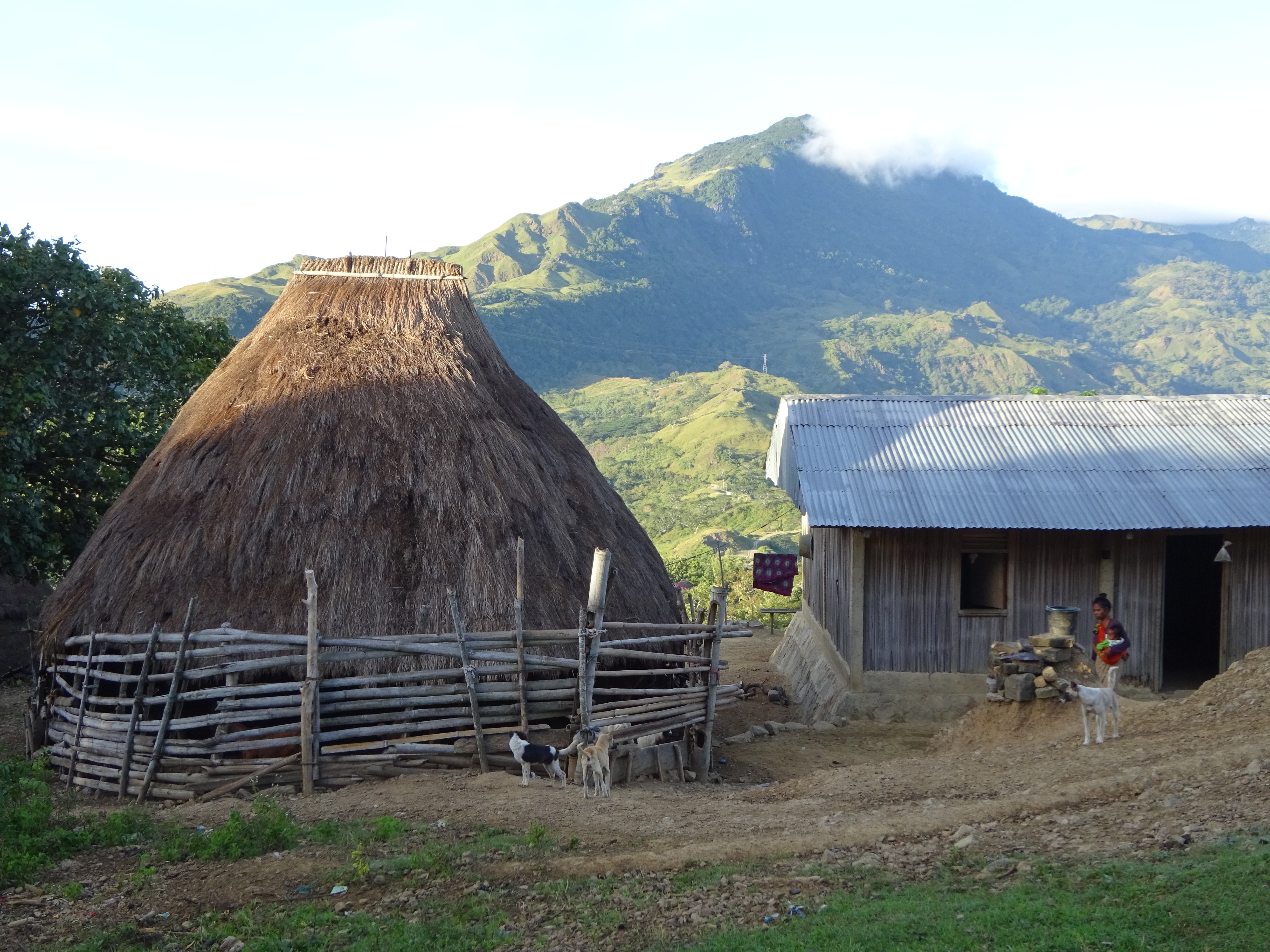
Der Leolaco von Süden aus gesehen

Ritabou bildet einen Streifen, der den gesamten Norden des Verwaltungsamts Maliana abdeckt. Südlich liegen von West nach Ost die Sucos Holsa, Tapo/Memo, Odomau, Raifun, Lahomea und schließlich nochmals Raifun. Im Osten und Südosten grenzt Ritabou an das Bobonaro mit seinen Sucos Ilat-Laun, Atu-Aben, Malilait, Bobonaro und Oeleo. Im Norden befindet sich das Verwaltungsamt Cailaco mit den Sucos Raiheu, Manapa und Meligo. Im Nordwesten liegt der Suco Hataz (Verwaltungsamt Atabae) und im Westen Leolima (Verwaltungsamt Balibo). Der Fluss Nunura bildet die Grenze zu Atabae und Balibo. Sein Zufluss Sosso folgt der Grenze zu Holsa und Tapo/Memo und der Bulobo der Grenze zu Cailaco. Der Bulobo (Buloho) durchquert das Zentrum von Ritabou. Dessen Quellfluss Gelesu entspringt in Ritabou. Im Osten reicht das Südende des Berges Leolaco nach Ritabou hinein, eine Steilwand mit bis zu 1913 m Höhe, die sich fast sieben Kilometer nach Norden in das Verwaltungsamt Cailaco hinein erstreckt. Im Nordwesten liegt in Ritabou der kleine Berg Foho Atubrau (130 m, Lage), im Osten der Foho Manucleun (580 m, Lage), im Südosten, östlich des Matuloun, der Lolo Uat (830 m, Lage).
Ritabou hat eine Fläche von 88,61 km² und teilt sich in die zwölf Aldeias Cor Luli (Corluli, Korlule), Dai Tete, Diruaben (Diruabe), Halecou, Ma’a Hui (Maahui, Maahai), Maganutu, Moleana, Ritabou, Ritiudu, Samelaun (Samelau), Timatan und Uat.
Im Zentrum des Sucos liegen westlich des Bulobos die Orte Ritabou, Diruaben, Samelaun und Timatan und östlich die Orte Ma’a Hui, Magalelor, Lugulali und Ritiudu. Im Osten befinden sich die Dörfer Maganutu, Lonbia und Caboque und im Nordwesten die Dörfer Beabubu, Beasale, Halecou Baru (Alecou Baru), Halecou Lana (Alecou Lana, Alecou Lama), Moleana und Cor Luli.
Im Suco liegt das Flugplatz Maliana (Lage).

## Einwohner

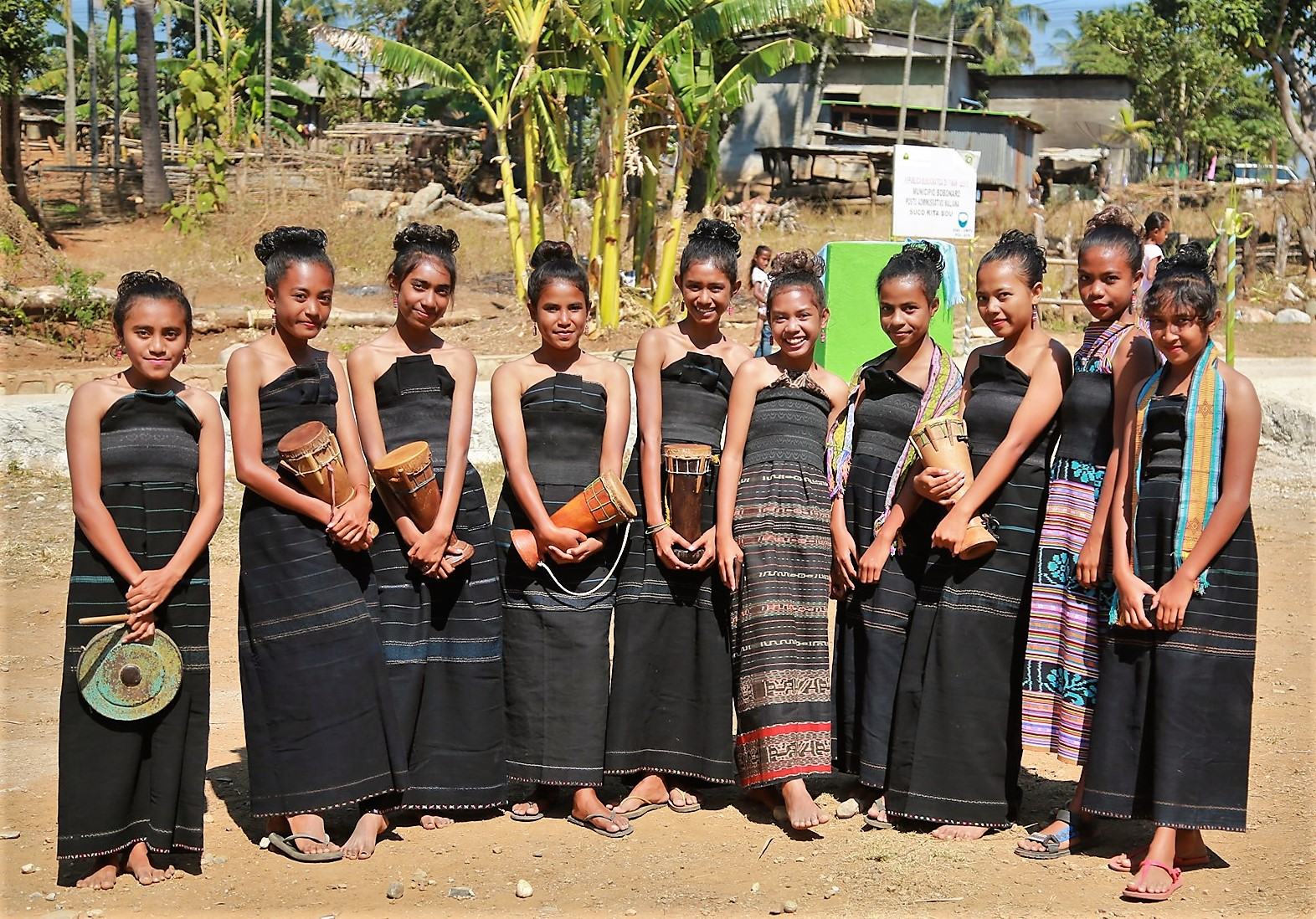
Festtag in Ritabou

Im Suco leben 7.627 Einwohner (2022), davon sind 3.908 Männer und 3.719 Frauen. 2.260 von ihnen wohnen in einer urbanen Umgebung, 5.367 im ländlichen Teil des Sucos. Im Suco gibt es 1.310 Haushalte. Er ist als urban klassifiziert. Über 55 % der Einwohner geben Tetum Prasa als ihre Muttersprache an. Über 40 % sprechen Kemak und unter 5 % Bunak.

## Geschichte
Die pro-indonesischen Miliz Dadarus Merah Putih DMP (Rot Weiß Tornado), eine von sechs in der Gemeinde, hatte in Ritabou ihre Basis und erwarb sich schnell den Ruf besonders brutal zu sein.
Im Vorfeld des Unabhängigkeitsreferendum in Osttimor überfielen Mitglieder der Miliz Halilintar am 19. März 1999 ein Treffen von Befürwortern der Unabhängigkeit. Vier Menschen starben. Weitere Morde durch Halilintar und DMP folgten in Ritabou. Unter anderem war die DMP auch am Massaker in der Maliana Polizeistation am 8. September 1999 beteiligt, bei dem auch Domingos Gonçalves Pereira, der Chefe de Suco von Ritabou, ermordet wurde. DMP-Chef Natalino Monteiro wurde am 10. Juli 2003 in Abwesenheit wegen Verbrechen gegen die Menschlichkeit und seiner Rolle beim Massaker in der Polizeistation von Maliana verurteilt.
Bereits am Tag der Abstimmung, am 30. August 1999, wurde das Wahllokal in Ritabou angezündet.

## Politik
1999 war Domingos Gonçalves Pereira der Chefe de Suco von Ritabou. Er wurde eines der Opfer des Massakers in der Polizeistation von Maliana am 8. September 1999.
Bei den Wahlen von 2004/2005 wurde Abel zum Chefe de Suco gewählt. Bei den Wahlen 2009 gewann Maria Soares de Jesus Rosa. Sie war die einzige Frau, die in der Gemeinde Bobonaro 2009 zur Chefe de Suco gewählt wurde. 2016 wurde Maximiano M. M. dos Santos Araújo neuer Chefe de Suco und wurde 2023 wiedergewählt.

## Persönlichkeiten
- Natalino Monteiro (* 1963), Kommandant der pro-indonesischen Miliz Dadarus Merah Putih DMP